# Краснопуща
Краснопуща (укр. Краснопуща) — село в Бережанской городской общине Тернопольского района Тернопольской области Украины.
До 2020 года входило в Бережанский район.
Код КОАТУУ — 6120489102. Население по переписи 2001 года составляло 191 человек.

## Географическое положение
Село Краснопуща находится на правом берегу реки Восточная Золотая Липа,
выше по течению на расстоянии в 1 км расположено село Бибщаны,
ниже по течению на расстоянии в 0,5 км расположено село Плихов,
на противоположном берегу — село Розгадов.

## История
- 1589 год — Первое упоминание о селе Краснопуща.